# Thamnophis exsul
Thamnophis exsul — вид змій родини вужеві (Colubridae). Інша назва: підв'язкова змія гірська.

## Поширення
Цей вид є ендеміком Мексики. Він зустрічається у південно-східній частині штату Коауїла, на півдні Нуево Леон і південному заході штату Тамауліпас.

## Опис
Змія сягає 46 см завдовжки.